# Pachybrachis
Pachybrachis is een geslacht van kevers uit de familie bladkevers (Chrysomelidae).
De wetenschappelijke naam van het geslacht werd in 1837 gepubliceerd door Louis Alexandre Auguste Chevrolat.

## Soorten
- Pachybrachis absinthii (Lopatin, 1990)
- Pachybrachis additus Lopatin, 1991
- Pachybrachis alpinus Rapilly, 1982
- Pachybrachis alpinus Rapilly, 1982
- Pachybrachis anatolicus Lopatin, 1985
- Pachybrachis anoguttatus Suffrian, 1866
- Pachybrachis antigae Weise, 1900
- Pachybrachis aragonicus Tempère & Rapilly, 1981
- Pachybrachis aragonicus Tempere & Rapilly, 1981
- Pachybrachis azureus Suffrian, 1848
- Pachybrachis baeticus Weise, 1882
- Pachybrachis boreopersicus Lopatin, 1991
- Pachybrachis burlinii Daccordi & Ruffo, 1971
- Pachybrachis canigouensis Lambelet, 2005
- Pachybrachis carpathicus Rey, 1883
- Pachybrachis catalonicus Burlini, 1968
- Pachybrachis cinctus Suffrian, 1848
- Pachybrachis cordatus Sassi & Schoeller, 2003
- Pachybrachis creticus Weise, 1886
- Pachybrachis cribricollis Pic, 1907
- Pachybrachis danieli Burlini, 1968
- Pachybrachis dimorphus Medvedev, 1978
- Pachybrachis elegans Graells, 1851
- Pachybrachis excisus Weise, 1897
- Pachybrachis exclusus Rey, 1883
- Pachybrachis fimbriolatus Suffrian, 1848
- Pachybrachis flexuosus Weise, 1882
- Pachybrachis fraudator Lopatin, 1991
- Pachybrachis fraudolentus G. Müller, 1955
- Pachybrachis freidbergi Lopatin in Lopatin & Konstantinov, 1994
- Pachybrachis freyi Burlini, 1957
- Pachybrachis fulvipes Suffrian, 1848
- Pachybrachis heptapotamicus Lopatin, 1997
- Pachybrachis hieroglyphicus Laicharting, 1781
- Pachybrachis hippophaes Suffrian, 1848
- Pachybrachis jastschenkoi Lopatin, 1995
- Pachybrachis jordanicus Lopatin, 1984
- Pachybrachis kaplini Lopatin, 1986
- Pachybrachis karamani Weise, 1893
- Pachybrachis koktumensis Lopatin, 1991
- Pachybrachis korbi Weise, 1891
- Pachybrachis korotjaevi Lopatin, 1995
- Pachybrachis kraatzi Weise, 1882
- Pachybrachis laetificus Marseul, 1875
- Pachybrachis leonardii Sassi & Schoeller, 2003
- Pachybrachis leonardii Sassi & Schöller, 2003
- Pachybrachis limbatus Ménétries, 1836
- Pachybrachis lindbergi Burlini, 1963
- Pachybrachis lineolatus Suffrian, 1848
- Pachybrachis lopatini (Medvedev & Rybakova, 1980)
- Pachybrachis marki Lopatin, 1997
- Pachybrachis mitjaevi Lopatin & Kulenova, 1982
- Pachybrachis mogol Lopatin, 1986
- Pachybrachis mongolensis (Medvedev & Rybakova, 1980)
- Pachybrachis nigropunctatus Suffrian, 1854
- Pachybrachis osellai Daccordi & Ruffo, 1975
- Pachybrachis pallidulus Suffrian, 1851
- Pachybrachis petitpierrei Daccordi, 1976
- Pachybrachis picus Weise, 1882
- Pachybrachis planifrons Wagner, 1927
- Pachybrachis potanini (Medvedev & Rybakova, 1980)
- Pachybrachis pradensis Marseul, 1875
- Pachybrachis pteromelas Graells, 1858
- Pachybrachis pudicus Lopatin, 1984
- Pachybrachis rapillyi Lopatin, 1984
- Pachybrachis regius Schaufuss, 1862
- Pachybrachis rondanus Burlini, 1968
- Pachybrachis ruffoi Burlini, 1956
- Pachybrachis rugifer Abeille, 1904
- Pachybrachis salfii Burlini, 1956
- Pachybrachis saudicus (Lopatin, 1979)
- Pachybrachis scripticollis Faldermann, 1837
- Pachybrachis scriptidorsum Marseul, 1875
- Pachybrachis scriptus Herrich-Schaeffer, 1838
- Pachybrachis semidesertus Lopatin in Lopatin & Konstantinov, 1994
- Pachybrachis siculus Weise, 1891
- Pachybrachis simius Marseul, 1875
- Pachybrachis sinkianensis Lopatin, 1995
- Pachybrachis sinuatus Mulsant & Rey, 1859
- Pachybrachis steinhauseni Schoeller, 2005
- Pachybrachis suffrianii Schaufuss, 1862
- Pachybrachis tekensis Lopatin, 1983
- Pachybrachis terminalis Suffrian, 1849
- Pachybrachis tessellatus G. A. Olivier, 1791
- Pachybrachis testaceus Perris, 1865
- Pachybrachis velarum Warchalowski, 1998
- Pachybrachis vermicularis Suffrian, 1854
- Pachybrachis viedmai Burlini, 1968